# Anthony López (compositor)

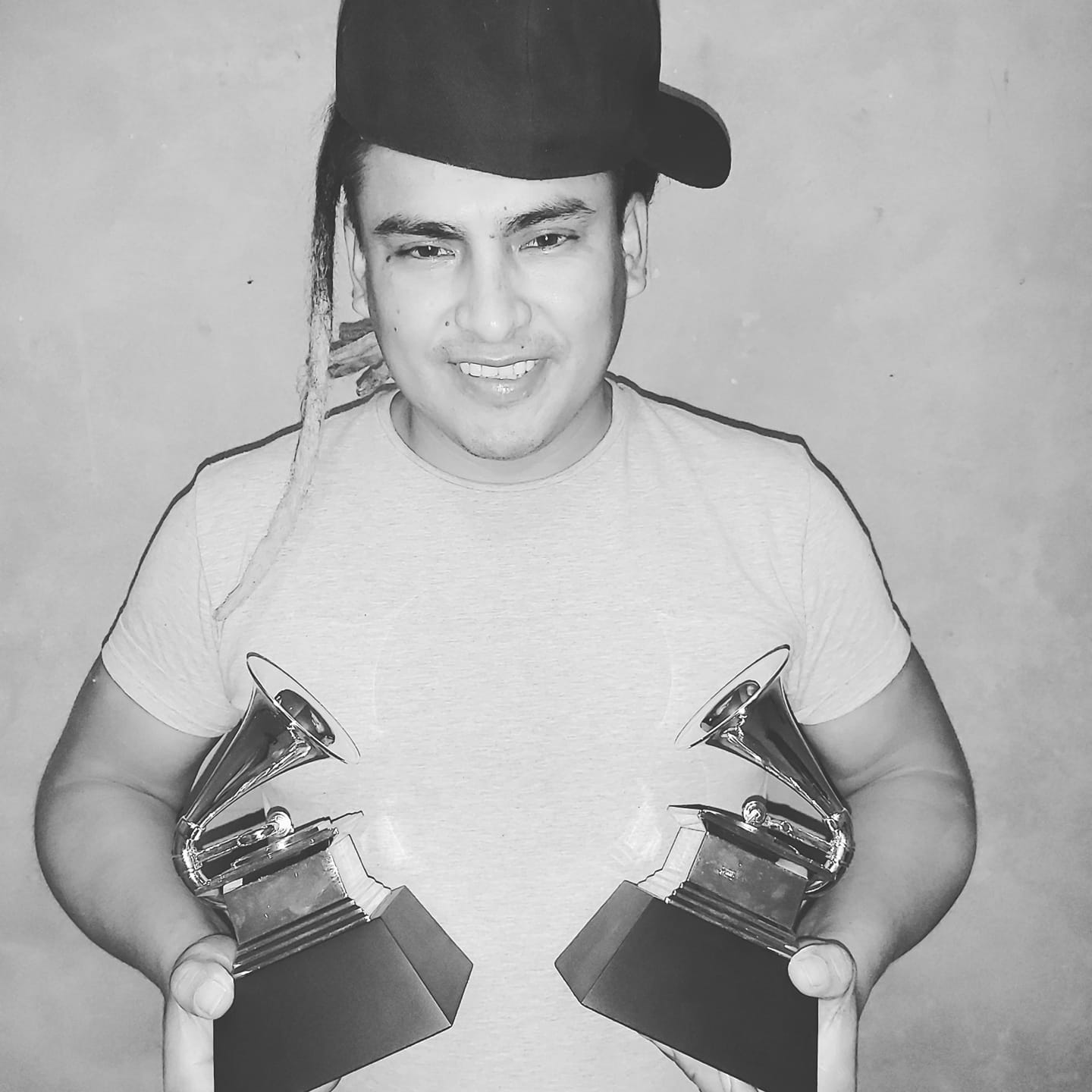
Francistyle Grammy Winner

Anthony López (Tingo María, Perú, 15 de mayo de 1988), conocido artísticamente como Francistyle, es un compositor, productor e intérprete peruano de bachata, salsa, pop y reggae. Desde sus inicios ha colaborado con Toby Love, Xtreme, Mon Laferte, Carla Morrison, Daddy Yankee, Maluma, Karol G, Becky G, Prince Royce, Luis Fonsi,  Tego Calderón y Christian Nodal. En 2021, Francistyle fue galardonado en los Premios Grammy Latinos.

## Carrera musical
Francistyle comenzó su carrera en 2004 como compositor donde colaboró en proyectos de Toby Love, Mon Laferte, Carla Morrison, Daddy Yankee entre otros. En 2017, debutó como intérprete con la canción “Pray 4 Venezuela”. En 2018, debutó y ganó dos premios en los MTV Music Awards en las categorías MTV Millennial Awards y MTV Millennial Awards Brasil por el remix de "Havana" de Camila Cabello. En ese mismo año lanzó varios sencillos como “Me Quedan Los Recuerdos” con D’Reginald King, “Happy” con Ficho y Edu Larrosa, y “Disfruto” en colaboración con Carla Morrison.
En 2019, Francistyle lanzó la canción versión urbana “Hasta La Piel” con Carla Morrison y “Nadie Me Tumba” junto a Tego Calderón. En 2022, Francistyle estrenó la canción “Let it Be”, interpretada en géneros musicales Pop y Reggae en colaboración con Fidel Nadal. En ese mismo año lanzó su primer álbum, Más que un Viaje, grabado en Argentina, que contiene 11 canciones y cuenta con la participación de productores emergentes. En 2023, publicó la canción “Todavía Me Quieres” junto a Enrique Iglesias, distribuido por United Love Music. En ese mismo año participó como compositor en el álbum de estudio Mañana será bonito de la cantante colombiana Karol G, también en la canción «Santiago» de Luis Fonsi y la canción «Llamada Perdida» de Prince Royce.
En 2024, Francistyle lanzó el sencillo “Vida Mía”, interpretado en pop-cumbia producido por Tato & Krek D, y posteriormente lanzó los sencillos “Ya No” y “En Busca de Tú Amor” con MC Jona.

## Discografía
Álbumes de estudio
- 2022: Más que un Viaje

## Premios y nominaciones
| Año  | Premio                 | Categoría                                                                                       | Resultado |
| ---- | ---------------------- | ----------------------------------------------------------------------------------------------- | --------- |
| 2018 | MTV Music Awards       | MTV Millennial Awards, MTV Millennial Awards Brasil                                             | Ganador   |
| 2021 | Premios Grammy Latinos | 4 Categorías                                                                                    | Ganador   |
| 2024 | Premios Grammy Latinos | Mejor Álbum del Año, Mejor Álbum Vocal Pop, Mejor Álbum de Merengue/Bachata, Mejor Álbum Urbano | Nominado  |